# Гроза (интернет-издание)
«Гроза» (до 2022 года — «Ветер») — русскоязычное интернет-СМИ, основанное в 2020 году в Казани.
Издание рассказывает о высшем образовании и академической среде России. В частности, о коррупции в вузах, цензуре, незаконных отчислениях, репрессиях против студентов и преподавателей, молодежной политике и о том, как государство работает с молодыми людьми.
9 сентября 2023 года сайт издания был заблокирован на территории России. 
10 ноября 2023 года Министерство юстиции Российской Федерации внесло «Грозу» в реестр «иностранных агентов». Вскоре после этого, издание сообщило, что не будет ставить иноагентские «плашки» и соблюдать российское законодательство об иноагентах.
В ноябре 2023 года на главного редактора «Грозы» Леонида Спирина составили административный протокол о «дискредитации» российской армии. 

## История
Издание основано в Казани в 2020 году, как СМИ для студентов казанских вузов. Главный редактор Леонид Спирин называл «Ветер» первым студенческим СМИ в Казани, которое может написать критическую статью про вуз. 
28 марта 2022 года редакция сообщила, что вынуждена отказаться от изначального названия «Ветер» из-за претензий на товарный знак.
В апреле 2022 года редакция «Грозы» открылась в Новосибирске, а в июне 2022 — в Екатеринбурге. 